# 16.º Prêmio Angelo Agostini
O 16.º Prêmio Angelo Agostini (também chamado Troféu Angelo Agostini) foi um evento organizado pela Associação dos Quadrinhistas e Caricaturistas do Estado de São Paulo (ACQ-ESP) com o propósito de premiar os melhores lançamentos brasileiros de quadrinhos de 1999 em diferentes categorias.
Nesta edição, além dos fanzines e lojas de quadrinhos, as cédulas de votação foram também distribuídas em revistas de circulação nacional, como HQ Press, Holy Avenger e Superclub. Os votos foram recebidos pelo correio até 20 de dezembro de 1999 e os critérios permaneceram inalterados em relação aos anos anteriores.

## Prêmios
| Categoria                    | Vencedores                                  |
| ---------------------------- | ------------------------------------------- |
| Mestre do Quadrinho Nacional | Adolfo Aizen                                |
| Mestre do Quadrinho Nacional | Moacy Cirne                                 |
| Mestre do Quadrinho Nacional | Renato Silva                                |
| Desenhista                   | Marcelo Campos                              |
| Roteirista                   | Gian Danton                                 |
| Lançamento                   | O Dobro de Cinco Lourenço Mutarelli (Devir) |
| Troféu Jayme Cortez          | Edgard Guimarães                            |
| Fanzine                      | Quadrinhos Independentes Edgard Guimarães   |